# Vickers Vanguard
Vickers Type 950 Vanguard — британский турбовинтовой авиалайнер для линий средней и малой протяжённости. Самолёт разработан и  производился  предприятием Vickers-Armstrongs. Первый полёт — 1959. Выпущено 46 самолётов. Эксплуатировался в пассажирском и грузовом вариантах. Последний самолёт выведен из эксплуатации к 1996 году.

## Разработка. Конструкция самолёта.
Заказ на разработку самолёта был выдан авиакомпанией BEA; целью было создание машины с пассажировместимостью порядка 100 человек на замену самолётам Vickers Viscount (который и был взят за основу при разработке новой машины). В ходе разработки был спроектирован новый фюзеляж с большим поперечным сечением и другой формы, что позволило получить больший полезный объём. На самолёт было решено установить четыре новых турбовинтовых двигателя Rolls-Royce Tyne мощностью по 4,000 л.с. В результате самолёт получил очень хорошие характеристики (возросла крейсерская скорость, практический потолок полёта также увеличился почти вдвое против модели Viscount). Vanguard был (и остаётся) одной из самых скоростных турбовинтовых машин в своем классе, несколько превосходя даже машины гораздо более поздней разработки (Saab 2000 или Havilland Canada Dash 8).
Первый полёт выполнен 20 января 1959 года.

## Эксплуатация

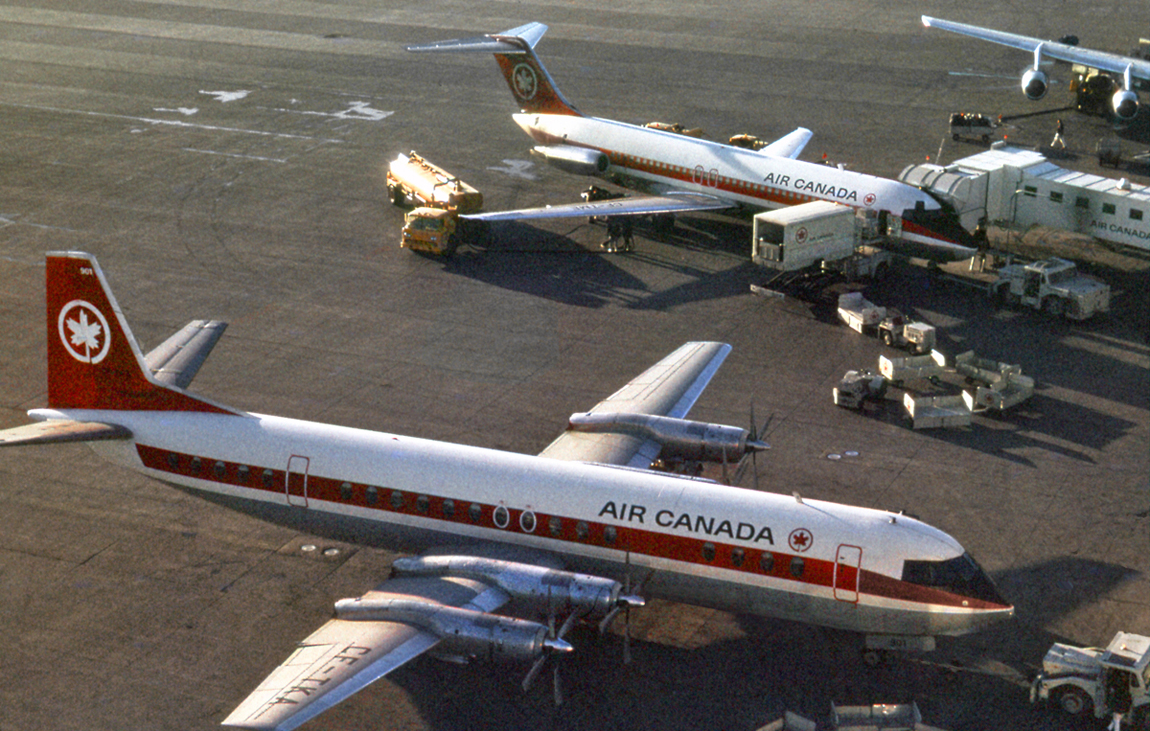
Vickers 952 Air Canada

Эксплуатация самолётов Vanguard была начата в 1960 году авиакомпаниями BEA и TCA. Самолёты эксплуатировались как на внутренних маршрутах в Великобритании, так и на европейских трассах (из Лондона в Париж, Берлин,Брюссель,Амстердам). Использовались 2 компоновки салона (18 мест первого класса +108 туристского класса либо 139 туристского класса). Самолёты успешно эксплуатировались вплоть до передачи флота BEA компании British Airways. Последний пассажирский рейс выполнен 16 июня 1974 года.
Канадская компания TCA использовала самолёты на трассах Торонто — Монреаль- Ванкувер и Торонто-Монреаль-Нью-Йорк.

## Грузовая модификация самолёта

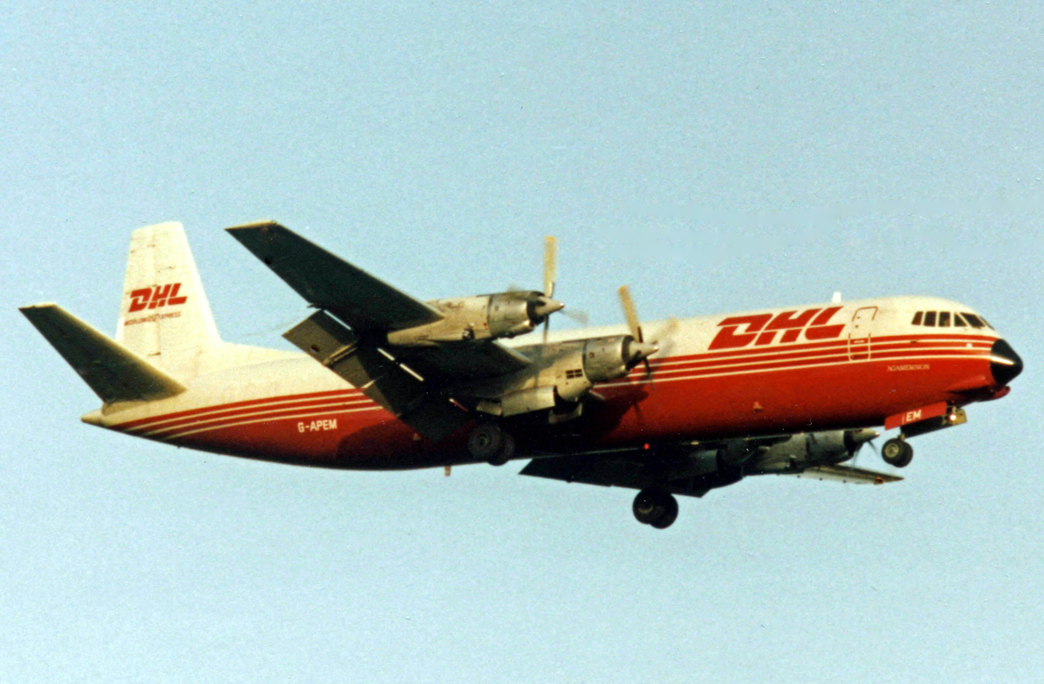
Merchantman а/к Air Bridge Carriers, в окраске DHL, аэропорт Манчестер,1992

В 1966 а/к Air Canada переоборудовала один из самолётов в чисто грузовой вариант c грузоподъёмностью порядка 19 тонн. Модификация оказалась успешной, а с учётом того факта, что пассажирский вариант самолёта начал вытесняться с авиатрасс более быстрыми реактивными лайнерами, грузовое использование самолёта представилось весьма выгодным.
А/к BEA, начиная с 1969, переоборудовала 9 машин Vanguard в грузовой вариант V953C "Merchantman". Эти самолёты служили в а/к ВЕА до 1979 года.
А/к Air Bridge Carriers (с 1992- Hunting Cargo Airlines) приобрела несколько самолётов  Merchantmen и эксплуатировала их до середины 90-х годов (последний полёт 30 сентября 1996).

## Лётно-технические характеристики
Экипаж: 2-3
Пассажировместимость: 139
Длина: 37,50 м
Размах крыльев: 36,10 м
Вес (пустой): 37421 кг
Вес (макисмальный взлетный): 63977 кг
Силовая установка: 4 × ТВД Tyne (англ.) RTy.11 Mk 512, мощность 5545 л. с. каждый
Максимальная скорость: 684 км/ч
Дальность: до 2945 км
Практический потолок: 9145 м

## Потери самолётов
По данным сайта Aviation Safety Network по состоянию на 15 марта 2019 года в общей сложности в результате катастроф и серьёзных аварий были потеряны 5 самолётов Vickers Vanguard. Всего в этих происшествиях погибли 210 человек.
| Дата       | Бортовой номер | Место катастрофы     | Жертвы  | Краткое описание |
| ---------- | -------------- | -------------------- | ------- | --- |
| 27.10.1965 | G-APEE         | Лондон               | 36/36   | Разбился при повторном заходе на посадку в условиях плохой видимости из-за ошибок экипажа, вызванных его дезориентацией. |
| 02.10.1971 | G-APEC         | близ Аарселе (англ.) | 63/63   | Во время полёта разрушился задний гермошпангоут из-за чего произошла взрывная декомпрессия и отделение хвостового оперения. Самолёт вошёл в спираль и разбился в поле рядом с автострадой. Расследованием установлено, что гермошпангоут имел следы глубокой коррозии, вызванной, вероятно, жидкостью из заднего туалета. |
| 10.04.1973 | G-AXOP         | близ Базеля          | 108/145 | Разбился при повторном заходе на посадку в условиях плохой видимости из-за ошибок экипажа, вызванных его дезориентацией и некорректной работой оборудования аэропорта. |
| 29.01.1988 | F-GEJF         | Тулуза               | 0/4     | Разбился и сгорел при повторном взлёте с одним неисправным двигателем. |
| 06.02.1989 | F-GEJE         | Марсель              | 3/3     | При повторном взлёте уклонился вправо от ВПП и упал в море, предположительно из-за неисправностей в системе управления элеронами. |